# 東京都第20区
東京都第20区（とうきょうとだい20く）は、日本の衆議院議員総選挙における選挙区。1994年（平成6年）の公職選挙法改正で設置。

## 区域
1994年（平成6年）公職選挙法改正以降の区域は以下のとおりである。
- 東村山市
- 東大和市
- 清瀬市
- 東久留米市
- 武蔵村山市

## 歴史
中選挙区時代は、旧東京7区に属し、菅直人を政界に送り出した選挙区である。小選挙区制に移行してからは、新進党、民主党、自由民主党それぞれが過去の選挙で議席を獲得している。
1996年の総選挙においては、新進党の大野由利子が、自民党から立候補した清水清一朗を、977票という僅差で下し当選した。
2000年の総選挙では、自公保連立政権の成立後ながら前回選挙で対決した経緯から与党候補を一本化出来ないまま分裂選挙となったこともあり、新進党解党に伴い公明党より出馬した前職の大野と自民党の公認を得られず無所属で立候補した清水を押さえ、元リクルート社員の民主党・加藤公一が初当選した。
2003年の総選挙では、前職である民主党の加藤と自民党の公認を得た清水により事実上の一騎討ちとなったが、前回総選挙の遺恨を引きずり公明党の支援を受けられなかった清水に対して加藤が約3万票の差を付けて再選された。
2005年の総選挙では、清水が自民党の比例東京ブロック単独30位に回り、代わりに財務省出身の木原誠二が公明党の推薦を受け、前職の加藤と対決。約4700票差と言う大接戦の末に木原が初当選し、本選挙区において初めて自民党が議席を獲得した。また、小泉旋風で自民党が東京都の25小選挙区中23勝と大勝したことにより、清水は比例東京ブロックから比例名簿最下位で単独で立候補し、自民党の大勝を受けて4度目の選挙戦にして初当選した。
しかし、清水は2009年の衆議院解散後に自民党を離党し不出馬を表明。これに伴い、同年の総選挙では自民・木原と民主・加藤が事実上の一騎討ちで議席を争う構図となったが、加藤が木原に4万票以上の差をつけて勝利した。
2012年の総選挙では木原が議席を奪還。加藤は比例復活もならず落選した。
2014年の総選挙では加藤が告示直前に民主の公認を外され選挙不出馬を表明。民主は東京25区支部長の元職竹田光明が国替えし立候補したが、木原が竹田に対しダブルスコアの大差をつけ当選、竹田は比例復活もならず落選した。
2017年・2021年の総選挙では野党統一候補として共産党の宮本徹が出馬し、木原が小選挙区当選、宮本が比例復活している。2024年の総選挙では木原が引き続き当選したが宮本は落選。

## 選出議員
| 選挙名                 | 年     | 当選者     | 党派       |
| ---------------------- | ------ | ---------- | ---------- |
| 第41回衆議院議員総選挙 | 1996年 | 大野由利子 | 新進党     |
| 第42回衆議院議員総選挙 | 2000年 | 加藤公一   | 民主党     |
| 第43回衆議院議員総選挙 | 2003年 | 加藤公一   | 民主党     |
| 第44回衆議院議員総選挙 | 2005年 | 木原誠二   | 自由民主党 |
| 第45回衆議院議員総選挙 | 2009年 | 加藤公一   | 民主党     |
| 第46回衆議院議員総選挙 | 2012年 | 木原誠二   | 自由民主党 |
| 第47回衆議院議員総選挙 | 2014年 | 木原誠二   | 自由民主党 |
| 第48回衆議院議員総選挙 | 2017年 | 木原誠二   | 自由民主党 |
| 第49回衆議院議員総選挙 | 2021年 | 木原誠二   | 自由民主党 |
| 第50回衆議院議員総選挙 | 2024年 | 木原誠二   | 自由民主党 |

## 選挙結果
時の内閣：第1次石破内閣 解散日：2024年10月9日 公示日：2024年10月15日
当日有権者数：41万7159人 最終投票率：54.58% （全国投票率：53.85%（2.08%））
| 当落 | 候補者名   | 年齢 | 所属党派   | 新旧 | 得票数   | 得票率 | 惜敗率 | 推薦・支持               | 重複 |
| ---- | ---------- | ---- | ---------- | ---- | -------- | ------ | ------ | ------------------------ | ---- |
| 当   | 木原誠二   | 54   | 自由民主党 | 前   | 93,390票 | 43.03% | ――     | 公明党推薦               | ○    |
|      | 大西健太郎 | 45   | 国民民主党 | 新   | 65,435票 | 30.15% | 70.07% |                          | ○    |
|      | 宮本徹     | 52   | 日本共産党 | 前   | 58,215票 | 26.82% | 62.34% | 社会民主党東京都連合推薦 | ○    |

時の内閣：第1次岸田内閣 解散日：2021年10月14日 公示日：2021年10月19日
当日有権者数：41万8245人 最終投票率：56.77%（前回比：3.13%） （全国投票率：55.93%（2.25%））
| 当落 | 候補者名   | 年齢 | 所属党派     | 新旧 | 得票数    | 得票率 | 惜敗率 | 推薦・支持               | 重複 |
| ---- | ---------- | ---- | ------------ | ---- | --------- | ------ | ------ | ------------------------ | ---- |
| 当   | 木原誠二   | 51   | 自由民主党   | 前   | 121,621票 | 52.60% | ――     | 公明党推薦               | ○    |
| 比当 | 宮本徹     | 49   | 日本共産党   | 前   | 66,516票  | 28.77% | 54.69% | 社会民主党東京都連合推薦 | ○    |
|      | 前田順一郎 | 46   | 日本維新の会 | 新   | 43,089票  | 18.64% | 35.43% |                          | ○    |

時の内閣：第3次安倍第3次改造内閣 解散日：2017年9月28日 公示日：2017年10月10日
当日有権者数：41万5565人 最終投票率：53.64%（前回比：0.83%） （全国投票率：53.68%（1.02%））
| 当落 | 候補者名 | 年齢 | 所属党派   | 新旧 | 得票数    | 得票率 | 惜敗率 | 推薦・支持                   | 重複 |
| ---- | -------- | ---- | ---------- | ---- | --------- | ------ | ------ | ---------------------------- | ---- |
| 当   | 木原誠二 | 47   | 自由民主党 | 前   | 107,686票 | 49.89% | ――     | 公明党推薦                   | ○    |
| 比当 | 宮本徹   | 45   | 日本共産党 | 前   | 57,741票  | 26.75% | 53.62% | 緑の党グリーンズジャパン推薦 | ○    |
|      | 鹿野晃   | 44   | 希望の党   | 新   | 50,439票  | 23.37% | 46.84% |                              | ○    |

- 宮本は第47回は比例東京ブロックに比例単独候補として立候補し当選。
- 鹿野は第46回は日本維新の会（当時）、第47回は次世代の党公認でいずれも東京22区から立候補し落選。

時の内閣：第2次安倍改造内閣 解散日：2014年11月21日 公示日：2014年12月2日
当日有権者数：40万4949人 最終投票率：54.47%（前回比：8.56%） （全国投票率：52.66%（6.66%））
| 当落 | 候補者名   | 年齢 | 所属党派   | 新旧 | 得票数    | 得票率 | 惜敗率 | 推薦・支持           | 重複 |
| ---- | ---------- | ---- | ---------- | ---- | --------- | ------ | ------ | -------------------- | ---- |
| 当   | 木原誠二   | 44   | 自由民主党 | 前   | 110,273票 | 52.13% | ――     | 公明党推薦           | ○    |
|      | 竹田光明   | 59   | 民主党     | 元   | 51,362票  | 24.28% | 46.58% | 維新の党都総支部推薦 | ○    |
|      | 池田真理子 | 60   | 日本共産党 | 新   | 49,902票  | 23.59% | 45.25% |                      |      |

- 竹田は第45回は比例東京ブロック単独、第46回は東京25区、第49回は東京21区で立候補。

時の内閣：野田第3次改造内閣 解散日：2012年11月16日 公示日：2012年12月4日
当日有権者数：40万2763人 最終投票率：63.13%（前回比：4.97%） （全国投票率：59.32%（9.96%））
| 当落 | 候補者名   | 年齢 | 所属党派     | 新旧 | 得票数   | 得票率 | 惜敗率 | 推薦・支持   | 重複 |
| ---- | ---------- | ---- | ------------ | ---- | -------- | ------ | ------ | ------------ | ---- |
| 当   | 木原誠二   | 42   | 自由民主党   | 元   | 98,070票 | 40.41% | ――     | 公明党推薦   | ○    |
|      | 加藤公一   | 48   | 民主党       | 前   | 61,519票 | 25.35% | 62.73% | 国民新党推薦 | ○    |
|      | 野田数     | 39   | 日本維新の会 | 新   | 50,031票 | 20.61% | 51.02% |              | ○    |
|      | 池田真理子 | 58   | 日本共産党   | 新   | 33,092票 | 13.63% | 33.74% |              |      |

時の内閣：麻生内閣 解散日：2009年7月21日 公示日：2009年8月18日
当日有権者数：39万8174人 最終投票率：68.10%（前回比：1.15%） （全国投票率：69.28%（1.77%））
| 当落 | 候補者名   | 年齢 | 所属党派   | 新旧 | 得票数    | 得票率 | 惜敗率 | 推薦・支持 | 重複 |
| ---- | ---------- | ---- | ---------- | ---- | --------- | ------ | ------ | ---------- | ---- |
| 当   | 加藤公一   | 45   | 民主党     | 前   | 136,294票 | 51.23% | ――     |            | ○    |
|      | 木原誠二   | 39   | 自由民主党 | 前   | 95,718票  | 35.98% | 70.23% |            | ○    |
|      | 池田真理子 | 54   | 日本共産党 | 新   | 31,475票  | 11.83% | 23.09% |            | ○    |
|      | 阿部一之   | 33   | 幸福実現党 | 新   | 2,560票   | 0.96%  | 1.88%  |            |      |

- 清水は当選見込の薄い比例下位記載に反発し離党、みんなの党からの立候補を模索したが、自身の政策との違いから立候補を断念、引退した。

時の内閣：第2次小泉改造内閣 解散日：2005年8月8日 公示日：2005年8月30日
当日有権者数：38万8041人 最終投票率：66.95%（前回比：6.86%） （全国投票率：67.51%（7.65%））
| 当落 | 候補者名   | 年齢 | 所属党派   | 新旧 | 得票数    | 得票率 | 惜敗率 | 推薦・支持 | 重複 |
| ---- | ---------- | ---- | ---------- | ---- | --------- | ------ | ------ | ---------- | ---- |
| 当   | 木原誠二   | 35   | 自由民主党 | 新   | 112,634票 | 44.55% | ――     |            | ○    |
| 比当 | 加藤公一   | 41   | 民主党     | 前   | 107,916票 | 42.68% | 95.81% |            | ○    |
|      | 池田真理子 | 50   | 日本共産党 | 新   | 32,299票  | 12.77% | 28.68% |            | ○    |

- 自民・公明の本格的な選挙協力が行われた（読売新聞と日本テレビ系の出口調査によると20区の公明党支持者のうち71.6%が、木原に投票したとされる）。木原は「比例は公明、小選挙区は自民」と訴え、小選挙区で当選。一方、前回まで小選挙区で出馬した清水は比例東京ブロックに転出し、初当選した。

時の内閣：第1次小泉第2次改造内閣 解散日：2003年10月10日 公示日：2003年10月28日
当日有権者数：38万991人 最終投票率：60.09%（前回比：4.78%） （全国投票率：59.86%（2.63%））
| 当落 | 候補者名   | 年齢 | 所属党派   | 新旧 | 得票数    | 得票率 | 惜敗率 | 推薦・支持 | 重複 |
| ---- | ---------- | ---- | ---------- | ---- | --------- | ------ | ------ | ---------- | ---- |
| 当   | 加藤公一   | 39   | 民主党     | 前   | 111,041票 | 50.69% | ――     |            | ○    |
|      | 清水清一朗 | 56   | 自由民主党 | 新   | 81,588票  | 37.24% | 73.48% |            | ○    |
|      | 池田真理子 | 49   | 日本共産党 | 新   | 26,434票  | 12.07% | 23.81% |            |      |

- 前回無所属だった清水が自民党の公認を獲得したが、前回まで対立関係にあった公明党の支持を得られずに敗退した。

時の内閣：第1次森内閣 解散日：2000年6月2日 公示日：2000年6月13日
当日有権者数：37万1592人 最終投票率：64.87%（前回比：6.41%） （全国投票率：62.49%（2.84%））
| 当落 | 候補者名   | 年齢 | 所属党派   | 新旧 | 得票数   | 得票率 | 惜敗率 | 推薦・支持 | 重複 |
| ---- | ---------- | ---- | ---------- | ---- | -------- | ------ | ------ | ---------- | ---- |
| 当   | 加藤公一   | 36   | 民主党     | 新   | 93,236票 | 39.46% | ――     |            | ○    |
|      | 大野由利子 | 58   | 公明党     | 前   | 58,613票 | 24.81% | 62.87% |            | ○    |
|      | 清水清一朗 | 53   | 無所属     | 新   | 48,613票 | 20.57% | 52.14% |            | ×    |
|      | 鈴木郁雄   | 55   | 日本共産党 | 新   | 35,826票 | 15.16% | 38.43% |            |      |

- 公明党の大野由利子が与党統一候補として立候補の予定だったが、前回自民党から出馬した清水清一朗が反発し、無所属で立候補。自民党支部も清水を応援した。結果的に与党候補の共倒れを招き、大野は落選後、引退を表明した。

時の内閣：第1次橋本内閣 解散日：1996年9月27日 公示日：1996年10月8日 （全国投票率：59.65%（8.11%））
| 当落 | 候補者名   | 年齢 | 所属党派   | 新旧 | 得票数   | 得票率 | 惜敗率 | 推薦・支持 | 重複 |
| ---- | ---------- | ---- | ---------- | ---- | -------- | ------ | ------ | ---------- | ---- |
| 当   | 大野由利子 | 54   | 新進党     | 前   | 55,559票 | 26.99% | ――     |            |      |
|      | 清水清一朗 | 49   | 自由民主党 | 新   | 54,582票 | 26.52% | 98.24% |            | ○    |
|      | 中野志乃夫 | 39   | 民主党     | 新   | 41,705票 | 20.26% | 75.06% |            | ○    |
|      | 前沢延浩   | 63   | 日本共産党 | 新   | 35,150票 | 17.08% | 63.27% |            |      |
|      | 朝木直子   | 29   | 無所属     | 新   | 13,957票 | 6.78%  | 25.12% |            | ×    |
|      | 永田悦子   | 68   | 新社会党   | 新   | 4,878票  | 2.37%  | 8.78%  |            |      |